# 朔州郡
朔州郡（：／ Sakju gun */?）是朝鮮民主主義人民共和國平安北道的一個郡，位於鴨綠江南岸，與中華人民共和國遼寧省相望，水豐水壩橫跨鴨綠江兩岸。面積2,807平方公里。

## 下轄區劃
下分一邑、十勞動者區、十八里。